# ヴィッラール・ドーラ
ヴィッラール・ドーラ（伊: Villar Dora）は、イタリア共和国ピエモンテ州トリノ県にある、人口約2,800人の基礎自治体（コムーネ）。

## 地理

### 位置・広がり

#### 隣接コムーネ
隣接するコムーネは以下の通り。
- アルメーゼ
- アヴィリアーナ
- カプリエ
- ルビアーナ
- サンタンブロージョ・ディ・トリーノ

## 行政

### 分離集落
ヴィッラール・ドーラには以下の分離集落（フラツィオーネ）がある。
- Andruini, Baratta, Bert, Borgionera, Bosio (Colombo e Maltrot), Calliero, Cordonatto, Giorda, Merlo, Molino, Montecomposto, Morando, Richetto, Suppo, Torre del Colle, Vindrola

## 姉妹都市
- Lanslebourg-Mont-Cenis、フランス

## ギャラリー

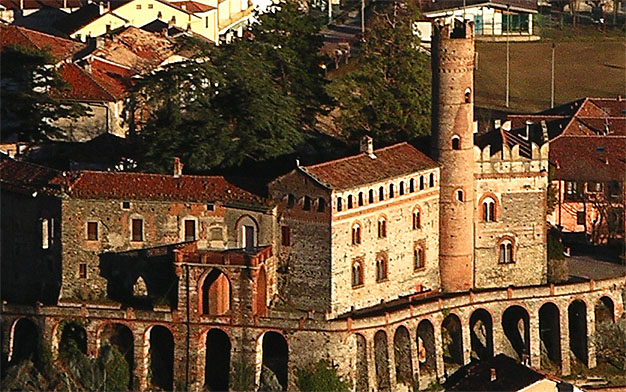
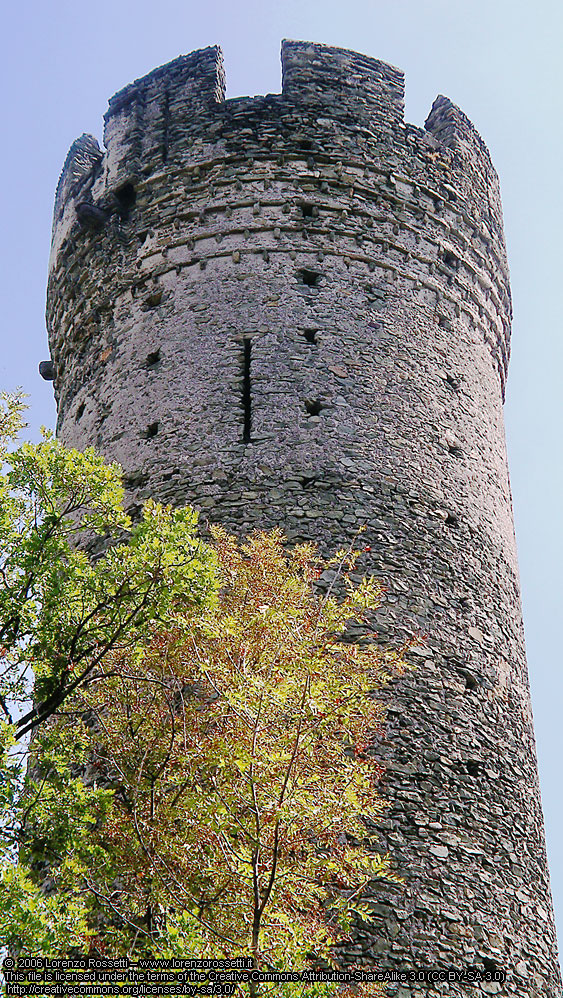